# ANAPC16
ANAPC16 (англ. Anaphase promoting complex subunit 16) – білок, який кодується однойменним геном, розташованим у людей на 10-й хромосомі. Довжина поліпептидного ланцюга білка становить 110 амінокислот, а молекулярна маса — 11 667.
| 10         |  | 20         |  | 30         |  | 40         |  | 50         |
| ---------- |  | ---------- |  | ---------- |  | ---------- |  | ---------- |
| MAASSSSSSA |  | GGVSGSSVTG |  | SGFSVSDLAP |  | PRKALFTYPK |  | GAGEMLEDGS |
| ERFLCESVFS |  | YQVASTLKQV |  | KHDQQVARME |  | KLAGLVEELE |  | ADEWRFKPIE |
| QLLGFTPSSG |  |            |  |            |  |            |  |            |

A: Аланін

C: Цистеїн

D: Аспарагінова кислота

E: Глутамінова кислота

F: Фенілаланін

G: Гліцин

H: Гістидин

I: Ізолейцин

K: Лізин

L: Лейцин

M: Метіонін

P: Пролін

Q: Глутамін

R: Аргінін

S: Серин

T: Треонін

V: Валін

W: Триптофан

Задіяний у таких біологічних процесах, як клітинний цикл, поділ клітини, мітоз, убіквітинування білків, ацетилювання. 
Локалізований у цитоплазмі, ядрі, хромосомах, центромерах, кінетохорі.